# Haydn Wood
Haydn Wood (* 25. März 1882 in Slaithwaite (Yorkshire); † 11. März 1959 in London) war ein englischer Komponist und Geiger.

## Leben und Werk
Haydn Wood wuchs auf der Isle of Man auf. 1897 kam er an das Royal College of Music in London. Dort studierte er Komposition bei Charles Villiers Stanford und Violine bei Enrique Fernández Arbós. Es folgten Studien bei César Thomson in Brüssel.
Als Geigensolist unternahm er ausgedehnte Tourneen und konzertierte 8 Jahre lang gemeinsam mit der kanadischen Sopranistin Emma Albani. Mit der „Phantasie“ für Streichquartett gewann Wood 1905 einen Cobbett Prize. 1909 heiratete er die Sopranistin Dorothy Court, mit der er zwischen 1913 und 1925 häufig gemeinsam auftrat, wobei vielfach Lieder aus seiner eigenen Feder erklangen. Auch als Komponist zahlreicher Orchesterwerke war er erfolgreich, die teils im Auftrag der BBC entstanden. Ab 1939 war er Direktor der Performing Rights Society.
Wood schrieb jeweils 1 Konzert für Violine und Klavier, Variationen für Cello und Orchester, eine (unveröffentlicht gebliebene) Sinfonie, Bühnenwerke und etwa 200 Lieder und Balladen (am bekanntesten „Roses of Picardy“, „A Brown Bird Singing“ und „Love's Garden of Roses“). Bekannt wurde er vor allem mit über 80 der „British Light Music“ zuzurechnenden Orchesterwerken (Variationen, Ouvertüren, Suiten, Rhapsodien und Märsche), populär unter anderem „London Landmarks Suite“ mit dem Satz „Horse Guards, Whitehall“.